# 南京大华大戏院
南京大华大戏院位于中国江苏省南京市秦淮区中山南路67号，地处新街口商业区南部，紧邻中央商场。大华大戏院由杨廷宝设计，1934年动工，1936年建成开业，当时是南京规模最大、标准最高的戏院，1959年更名为大华电影院。建筑风格“中西合璧”的大华大戏院是南京民国建筑的代表作之一，1992年列为南京市文物保护单位，2002年升格为江苏省文物保护单位。2011年底开始整体大修，于2013年5月底重新开放，恢复原名「大华大戏院」。

## 历史
大华大戏院由司徒英铨集资、基泰工程司杨廷宝设计、上海建华建筑工程公司承建，1934年始建，1936年5月29日开业。大华大戏院开业首映米高梅电影公司出品歌舞片《百鸟朝凰》，又上映好莱坞《泰山历险记》轰动一时，成为民国时南京最著名的电影院。1937年12月，南京沦陷时戏院中部焚毁，日占后大华被修复，专门放映日片。抗日战争胜利后，民国政府收回大华，整修后恢复营业，自1945年起由南京市影剧公司（前身为“南京四院联合办事处”）经营管理。1950年9月，大华由中国人民解放军第三野战军文化部管辖，改名军人电影院，1959年2月交还南京市，更名大华电影院。1966年因文化大革命改名为东方红影剧院，曾一度停业，1972年3月再次复名。大华曾于1974年、1982年、1986年多次内部改造和更新设备，吸引了大批观众，取得了很好的经济效益。2000年前后，由于周边新建电影院的兴起，大华陷入萧条，一楼改为卖场经营，观众厅一度关闭，处于半停业状态。2008年9月大华歇业等待维修。

## 建筑

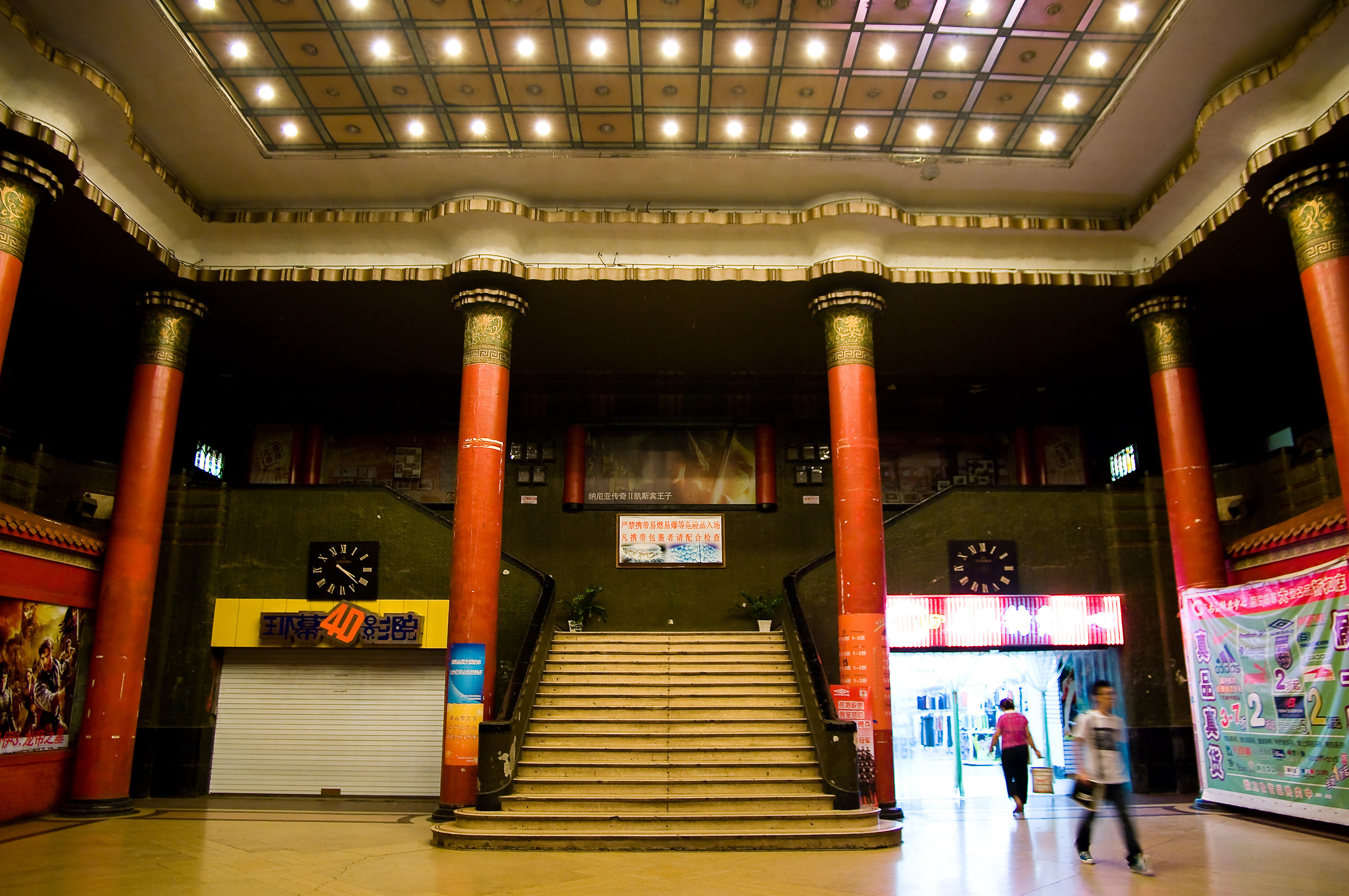
大华电影院门厅，2008年。

大华大戏院1936年开业时占地2300平方米，建筑面积3728平方米，坐东面西，门面迎街。建筑为钢筋混凝土结构，局部砖墙承重。大华大戏院的建筑风格“中西合璧”，外立面采用西式门脸，内部装饰为中国传统风格。大华大戏院正立面被雨篷分隔为上下两层，上层是招牌幕墙和采光高窗，下层为大门和台阶。内部分为外部的门厅和内部的观众厅两个部分。门厅高二层，有“回”字形排列的12根朱红色圆柱作为装饰，圆柱的柱顶和柱脚都有突起变化，暗示传统的柱头和柱础元素。门厅内的天花、墙壁、梁枋彩绘和栏杆扶手雕饰都具有典型的中国民族特色。门厅一层的两侧分别设小卖部和售票处，左右各有一个门道通向观众厅一层，正中的宽大台阶通向门厅二层的平台和观众厅二层。观众厅长66米、宽33米，分上下二层，设软席座位1768个，并有冷暖气设备。演出大厅为钢屋架，钢筋混凝土柱承重。

## 大修

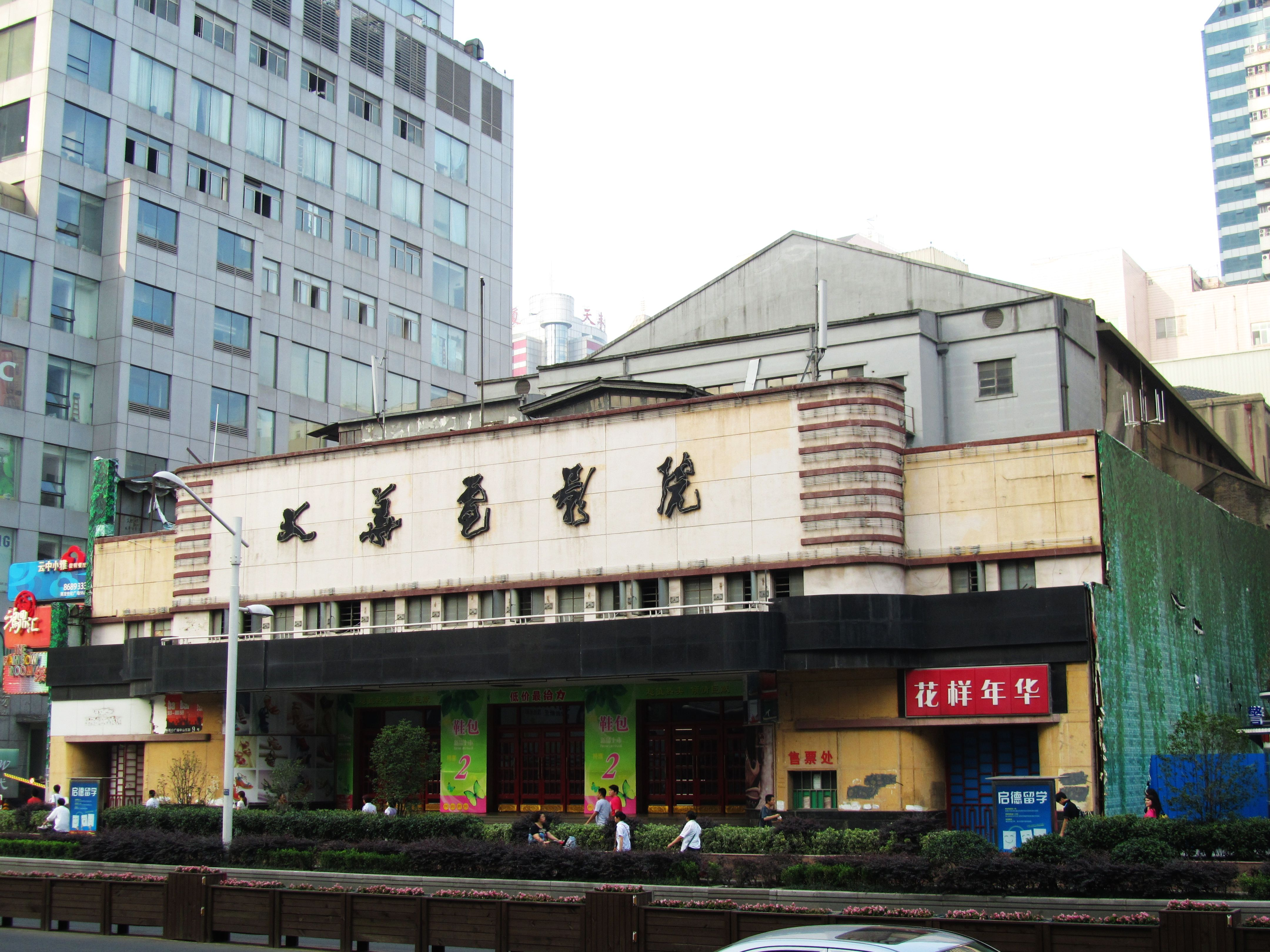
2011年大华电影院破败的外观。

大华电影院曾经过多次改造，其中20世纪90年代的一次改造将观众厅的屋架结构替换为钢筋混凝土结构，拆除了缓斜坡观众席、舞台和屋顶结构，下层被改为卖场，几乎永久性地丧失了观众厅的原始面貌和空间格局。2007年前后，大华电影院主体建筑经检测发现有裂缝、霉变、脱落、空鼓、风化等病害，部分钢筋锈蚀严重，除锈后钢筋截面削弱最大达23.4％，墙体砖块砂浆已经风化呈粉状，砂浆强度检测值为零，几乎成为危房，消防设施也不再符合要求。
2007年，南京市影剧公司委托东南大学建筑设计研究院设计大华大戏院的维修改造方案。2008年，周琦设计的修缮方案得到江苏省文物局批准。2011年11月23日，大华电影院旧址维修改造工程正式开工，被列为“2011年南京市文化产业十大重点项目”。这次大修将保留外部立面、大门、前厅、大堂、售票处等大戏院最具历史文物价值的部分，对这些部分仅作维修加固以保持原有风貌，并将完成原设计中未能实现的部分设计。门厅的墙壁、楼梯等将进行修缮，保留并修补具有中国民族特色的灯具。内部被改建过的两层观众厅将拆除重建，改为层高分别为4.8米、9米、9米的三层结构，其中一层为电影文化展示中心，二层三层共设10个数字电影厅（二层6个、三层4个）约1400个座席。另建地下一层放置影院的中控设备并设车库，面积约1500平方米。主入口仍在原门厅处，设自动扶梯上下。改造后的大戏院建筑高度将由21米增加到22.8米。工程于2013年5月底完工并投入使用，恢复“大华大戏院”的原名。